# Mebhydrolin
Mebhydrolin (INN) hoặc mebhydroline là thuốc kháng histamine. Thuốc không có sẵn ở Hoa Kỳ, nhưng có ở nhiều quốc gia khác dưới tên biệt dược Bexidal (BD) và Diazolin (RU). Thuốc được sử dụng để làm giảm triệu chứng của dị ứng do giải phóng histamine, bao gồm dị ứng mũi và viêm da dị ứng.
Mebhydrolin đã được chứng minh là làm tăng hiệu quả thâm hụt hiệu suất của rượu.